# Valdesamario
Valdesamario ist ein Ort im nordwestlichen Zentral-Spanien in der Provinz León in der Autonomen Gemeinschaft Kastilien-León mit 175 Einwohnern (Stand: 2024).

## Lage
Der Ort liegt am Río Omanas, etwa 20 km westlich der Autovia de la Plata. Nach León im Südosten sind es 40, nach Oviedo im Norden etwa 60 km.

## Geschichte
Die erste urkundliche Erwähnung auf Valdesamario findet sich in einem Dokument der Kathedrale von Astorga aus dem Jahr 1048. Von 1800 bis 1825 gehörte Valdesamario der Gerichtsbarkeit von La Cepeda an. 

## Wirtschaft
Der Ort und die Umgebung ist ländlich geprägt. Rund um den Ort wird vorwiegend Gemüse angebaut.